# Austenit
Austenit je intersticiální tuhý roztok uhlíku v železe γ. Je to paramagnetická fáze slitiny uhlík–železo. Jeho krystaly jsou světle šedé barvy, měkké, houževnaté a tvárné. Krystalová mřížka austenitu má plošně středěnou strukturu (FCC - face centered cubic structure). To znamená, že v základní krystalické buňce může být s osmi atomy železa v rozích krychle až šest atomů uhlíku uprostřed plochy každé stěny. Celkem jsou v elementární buňce čtyři atomy (rohové jsou společné pro osm buněk a atomy uprostřed stěn pro dvě buňky). Tato struktura se v Pearsonově systému označuje jako cF4 a v systému označovaném "strukturbericht" jako A1.
V uhlíkových a nízkolegovaných ocelích se vyskytuje austenitická struktura jen nad eutektoidní teplotou 727 °C a do teploty 1496 °C. Pouze v některých vysokolegovaných ocelích, legovaných zejména niklem a manganem, je přítomna austenitická struktura i při normálních teplotách, tyto oceli se pak nazývají austenitické oceli. Nejčastěji se s nimi setkáváme u ocelí korozivzdorných (austenitická "nerez"), která se používá pro většinu aplikací - hlavně v potravinářském průmyslu.
Pojmenovaný je podle anglického metalurga Roberta Austena.

## Austenitizace
Austenitizací se označuje ohřev oceli nad tzv. austenitizační teplotu, při které se mění krystaly z feritu α na krystaly austenitu. Při neúplné austenitizaci mohou zůstat nerozpuštěny karbidy (mívají vyšší teplotu tavení) v krystalové mřížce. U některých slitin na bázi železa a oceli se mohou karbidy objevit během austenitizace. Pak se hovoří o tzv. dvoufázové austenitizaci.

## Austenit v binárním diagramu železo-uhlík
U metastabilní soustavy binárního diagramu železo-uhlík se austenit nachází v tzv. γ-oblasti nad teplotou Ac3 u podeutektoidních, 727 °C u eutektoidních a Acm u nadeutektoidních ocelí.
Při poklesu pod tyto teploty se austenit transformuje podle obsahu uhlíku na:
- směs perlitu a feritu α při podeutektoidní koncentraci uhlíku C pod 0,8 hm. %
- perlit při obsahu uhlíku 0,8 hm. %
- směs perlitu a karbidu železa (cementitu) u nadeutektoidních ocelí s obsahem uhlíku mezi 0,8 % hm. a 2,11 % hm.

Maximální rozpustnost uhlíku v austenitu je 2,11 hm. % při teplotě 1148 °C. U eutektoidní oceli se nad teplotou 1495 °C austenit transformuje na ferit α (ferit δ).
U stabilní soustavy binárního diagramu železo-uhlík dochází ke vzniku austenitu v bílé litině (obsah uhlíku nad 2 hm. %) při teplotě vyšší než 738 °C. Krystaly austenitu vznikají v primárním cementitu na hranicích s feritem. Zrna austenitu, vzniklá z cementitu, se objevují jako lamelární shluky orientované podél ploch vrstev krystalů cementitu. Základní buňka austenitu vznikající z feritu α přebírá atomy uhlíku z cementitu.

## Rozpad austenitu
Přeměna austenitu uvedená v předchozím odstavci vznikne pouze pokud je rychlost ochlazování dostatečně pomalá. Při vyšších rychlostech ochlazování může dojít ke vzniku jiných struktur, při tzv. kritické rychlosti – kalení vznikne struktura martenzitu, při nižší rychlosti ochlazování nebo při tzv. termickém chlazení může vzniknout struktura bainitická. Průběh rozpadu austenitu popisují tzv. diagramy rozpadu austenitu buď izotermického rozpadu (IRA) nebo anizotermického rozpadu (ARA).

## Stabilizace austenitu
Některé legující prvky tzv. austenitotvorné, jako je např. mangan a nikl, rozšiřují oblast výskytu austenitické struktury natolik, že může být přítomna v ocelích i při pokojové teplotě. Tyto tzv. austenitické oceli bývají označovány jako vysokolegované oceli, korozivzdorné s obsahem niklu nebo tzv. hadfieldské oceli s 12–14 hm % manganu.
Naopak tzv. feritotvorné prvky, např. uhlík, chrom, molybden, křemík a další uzavírají oblast austenitu i pro vyšší teploty.